# Ivano Bordon
Ivano Bordon (13. duben 1951, Benátky, Itálie) je bývalý italský fotbalový brankář.
V Interu chytal již od roku 1969 a byl jim věrný 14 let do roku 1983. Celkem za Nerazzurri odchytal 388 utkání. Získal s nimi celkem čtyři trofeje: dva tituly v lize (1970/71, 1979/80) a také dvě vítězství v italském poháru (1977/78, 1981/82). V klubu vlastní rekord s nejdelší sérií bez porážky v nejvyšší lize (686 minut hry bez porážky v sezoně 1979/80). V roce 1983 odešel do Sampdorie. Tady získal třetí vítězství v italském poháru (1984/85). Po třech letech u Sampdorie odešel do klubu čtvrté ligy Sanremese, kde po roce odešel dochytat kariéru do druholigové Brescie. Fotbal ukončil v roce 1989.
Za reprezentací odchytal 22 utkání při kterých obdržel 20 branek. Kvůli neochvějné jedničky u reprezentace Zoffa, dostával příležitosti jen do přátelských utkání a to ještě v poločasech byl střídán nebo vystřídán. Celé utkání odchytal jen pět krát. I tak byl na dvou šampionátů MS. I když nenastoupil do žádného utkání na šampionátu, na 1982 slavil vítězství a na krk si pověsil zlatou medaili. Zúčastnil se také ME 1980, ani na tomto turnaji nenastoupil.
Po skončení hráčské kariéry se stal trenérem brankářů. Nejprve byl rok v Udinese (1993–1994). Poté byl najat trenérem Lippim Juventusem, kde působil pět let. V roce 1999 se trenér Lippi rozhodl odejít i brankářem Peruzzim do Interu a vzal si sebou právě i Ivana. U Nerazzurri působil dva roky. Poté opět následoval Lippiho do Juventusu, kde byl do roku 2004. Poté byl trenérem brankařů u reprezentace a zde vydržel do roku 2010.

## Hráčská statistika
| Sezóna  | Klub      | Liga     | Liga   | Liga       | Ligové poháry | Ligové poháry | Ligové poháry | Kontinentální poháry | Kontinentální poháry | Kontinentální poháry | Celkem | Celkem |
| Sezóna  | Klub      | Soutěž   | Zápasy | Obdr. Góly | Soutěž        | Zápasy        | Góly          | Soutěž               | Zápasy               | Góly                 | Zápasy | Góly   |
| ------- | --------- | -------- | ------ | ---------- | ------------- | ------------- | ------------- | -------------------- | -------------------- | -------------------- | ------ | ------ |
| 1969/70 | Inter     | Serie A  | 1      | -0         | IP            | 0             | -0            | Vel.P                | 0                    | -0                   | 1      | -0     |
| 1970/71 | Inter     | Serie A  | 9      | -8         | IP            | 0             | -0            | Vel.P                | 1                    | -1                   | 10     | -9     |
| 1971/72 | Inter     | Serie A  | 16     | -13        | IP            | 4             | -3            | PMEZ                 | 6                    | -8                   | 26     | -24    |
| 1972/73 | Inter     | Serie A  | 5      | -6         | IP            | 2             | -2            | UEFA                 | 1                    | -2                   | 8      | -10    |
| 1973/74 | Inter     | Serie A  | 12     | -14        | IP            | 6             | -5            | UEFA                 | 0                    | -0                   | 18     | -19    |
| 1974/75 | Inter     | Serie A  | 24     | -23        | IP            | 4             | -3            | UEFA                 | 3                    | -2                   | 31     | -28    |
| 1975/76 | Inter     | Serie A  | 9      | -9         | IP            | 7             | -7            | -                    | 0                    | -0                   | 16     | -16    |
| 1976/77 | Inter     | Serie A  | 30     | -27        | IP            | 10            | -6            | UEFA                 | 2                    | -2                   | 42     | -35    |
| 1977/78 | Inter     | Serie A  | 30     | -24        | IP            | 4             | -1            | UEFA                 | 2                    | -1                   | 36     | -26    |
| 1978/79 | Inter     | Serie A  | 30     | -24        | IP            | 2             | -3            | PVP                  | 6                    | -3                   | 38     | -30    |
| 1979/80 | Inter     | Serie A  | 30     | -25        | IP            | 1             | -2            | UEFA                 | 4                    | -6                   | 35     | -33    |
| 1980/81 | Inter     | Serie A  | 30     | -24        | IP            | 4             | -3            | PMEZ                 | 8                    | -6                   | 42     | -33    |
| 1981/82 | Inter     | Serie A  | 25     | -25        | IP            | 8             | -8            | UEFA                 | 4                    | -6                   | 37     | -39    |
| 1982/83 | Inter     | Serie A  | 29     | -23        | IP            | 6             | -3            | PVP                  | 6                    | -6                   | 41     | -32    |
| 1983/84 | Sampdoria | Serie A  | 30     | -30        | IP            | 9             | -6            | -                    | 0                    | -0                   | 39     | -36    |
| 1984/85 | Sampdoria | Serie A  | 30     | -21        | IP            | 13            | -11           | -                    | 0                    | -0                   | 41     | -32    |
| 1985/86 | Sampdoria | Serie A  | 30     | -25        | IP            | 13            | -11           | PVP                  | 4                    | -3                   | 47     | -39    |
| 1986/87 | Sanremese | Serie C2 | 16     | -14        | -             | 0             | -0            | -                    | 0                    | -0                   | 16     | -14    |
| 1987/88 | Brescia   | Serie B  | 38     | -25        | IP            | 5             | -6            | -                    | 0                    | -0                   | 43     | -31    |
| 1988/89 | Brescia   | Serie B  | 25     | -20        | IP            | 5             | -6            | -                    | 0                    | -0                   | 30     | -26    |
| Celkem  | Celkem    | Celkem   | 449    | -380       | -             | 103           | -86           | -                    | 47                   | -46                  | 599    | -512   |

## Hráčské úspěchy

### Klubové
- 2× vítěz italské ligy (1970/71, 1979/80)
- 3× vítěz italského poháru (1977/78, 1981/82, 1984/85)

### Reprezentační
- 2× na MS (1978, 1982 - zlato)
- 1× na ME (1980)